# Lapis-Tetra
Der Lapis-Tetra (Hyphessobrycon cyanotaenia) ist eine Fischart aus der Salmlerfamilie Acestrorhamphidae. Die Art wurde Anfang des Jahres 2002 von einem Zierfischexporteur aus der brasilianischen Stadt Belém unter dem Handelsnamen „Lapis Tetra“ nach Deutschland exportiert und 2006 von Axel Zarske und Jacques Géry als Hyphessobrycon cyanotaenia erstbeschrieben.
Die aus Südamerika (Brasilien) stammenden Fische werden etwa 5 cm groß. Die Männchen besetzen ein kleines Revier, in dem mit laichbereiten Weibchen abgelaicht wird. Die Geschlechter kann man einfach anhand der Färbung der Fettflosse auseinanderhalten. Diese ist, ähnlich der von Königssalmlern, beim Männchen hellblau, beim Weibchen rot gefärbt.
Die Art frisst alles, was durch Bewegung den Fresstrieb anregt und ins Maul passt. Auch Laich anderer Arten wird gefressen.